# Mallotus brevipetiolatus
Mallotus brevipetiolatus là một loài thực vật có hoa trong họ Đại kích. Loài này được Gage mô tả khoa học đầu tiên năm 1922.